# Ralf Neuhaus
Ralf Neuhaus (* 1955 in Osnabrück) ist ein deutscher Autor, Strafverteidiger und Rechtswissenschaftler.

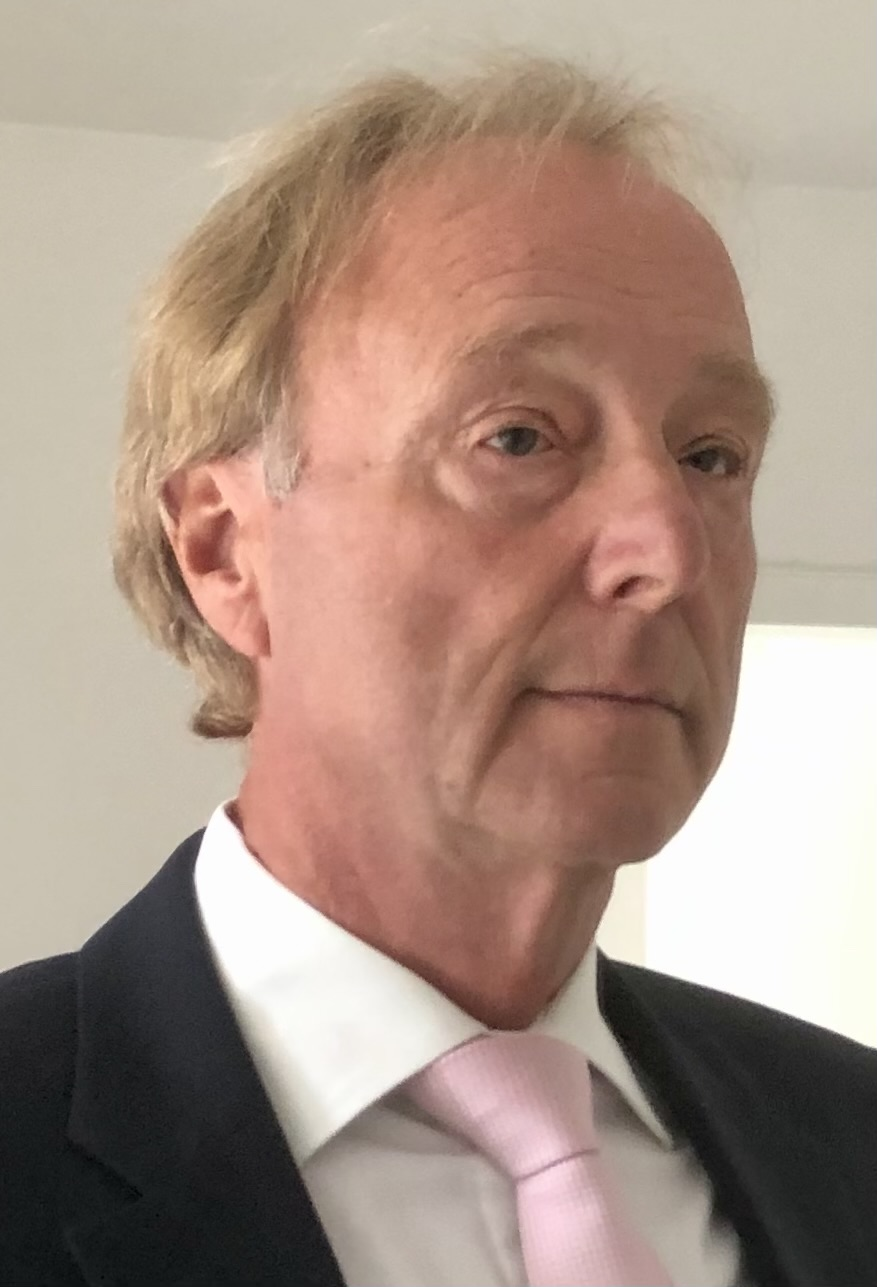
Prof. Dr. Ralf Neuhaus

## Leben und Schaffen

### Werdegang
Nach dem Abitur 1975 studierte Neuhaus von 1976 bis 1981 Rechtswissenschaft an der Ruhr-Universität Bochum. 1984 wurde Neuhaus zur Rechtsanwaltschaft zugelassen. 1985 promovierte er zum Doktor der Rechte an der Ruhr-Universität Bochum bei Rolf Dietrich Herzberg und Hans Achenbach mit der Dissertation Der strafprozessuale Tatbegriff – ne bis in indem.
1997 wurde Neuhaus vom Präsidenten der Rechtsanwaltskammer Hamm in den Fachausschuss für Strafrecht berufen. Seither ist er Fachanwalt für Strafrecht mit Kanzleisitz in Dortmund. Im Jahr 2000 folgte seine Ernennung zum Mitglied des Justizprüfungsamtes beim Oberlandesgericht Hamm. 
Zum Wintersemester 2006 wurde Neuhaus Lehrbeauftragter für Theorie und Praxis der Strafverteidigung an der Universität Bielefeld. Am 10. Dezember 2010 verlieh ihm die Universität Bielefeld den Titel Honorarprofessor für Strafprozessrecht.
Ab 2006 war er als Richter am Anwaltsgerichtshof des Landes Nordrhein-Westfalen beim Oberlandesgericht Hamm tätig und wirkte bis 2018 im Ersten Senat. Die Bundesrechtsanwaltskammer berief Neuhaus 2016 in ihren Strafrechtsausschuss.

### Strafverteidigung
Neuhaus war unter anderem als Strafverteidiger im sogenannten Balsam-Prozess vor dem Landgericht Bielefeld, dem Envio-Verfahren vor dem Landgericht Dortmund, im Wiederaufnahmeverfahren Franz-Josef Sträter und im Verfahren Harry Wörz vor dem Landgericht Mannheim und dem Bundesgerichtshof beteiligt. Für den Fall Harry Wörz trat Neuhaus zudem 2014 in der Talkshow Anne Will auf und diskutierte dort zum Thema Justizirrtümer.
Neben seiner Tätigkeit als Strafverteidiger und Rechtswissenschaftler tritt Neuhaus auch als Autor auf und ist Verfasser diverser strafrechtlicher Veröffentlichungen. Des Weiteren hält er regelmäßig Vorträge vor juristischen und anwaltlichen Vereinigungen. Am 17. Dezember 2014 wurde er beispielsweise als Sachverständiger im Rechtsausschuss des Deutschen Bundestages zum Fazit des NSU-Untersuchungsausschusses gehört.

### Mitgliedschaften
Neuhaus ist Mitglied in verschiedenen juristischen Vereinigungen, darunter die Strafverteidigervereinigung NRW e. V., der Deutsche Strafverteidiger e. V. sowie die Arbeitsgemeinschaft Strafrecht des Deutschen Anwaltvereins. Zudem ist Neuhaus seit 2002 Mitglied des Beirats der Fachzeitschrift Strafverteidiger.

## Publikationen (Auswahl)
- Der strafprozessuale Tatbegriff – ne bis in indem. Studienverlag Brockmeyer, Bochum 1985, ISBN 978-3-88339-457-2.
- Fehlerquellen bei DNA-Analysen. In: Duttge (Hrsg.): Gedächtnisschrift für Ellen Schlüchter. Carl Heymanns Verlag 2002, ISBN 978-3-452-25164-0, S. 535.
- Die Tötung im Affekt – Ein Vorsatzproblem? In: Kammeier/Michalke (Hrsg.): Streben nach Gerechtigkeit: Festschrift für Prof. Dr. Günter Tondorf zum 70. Geburtstag am 8. Juli 2004. Lit Verlag 2004, ISBN 3-8258-6889-3, S. 253.
- Compliance und Vorfeldermittlungen. In: Kempf/Lüderssen/Volk (Hrsg.): Die Finanzkrise, das Wirtschaftsrecht und die Moral. De Gruyter, Berlin 2010, ISBN 978-3-89949-844-8, S. 348.
- Der Profiler – Nur Mythos oder brauchbares Beweismittel im Strafprozess? In: Fahl/Müller/Satzger/Swobodas (Hrsg.): Festschrift für Werner Beulke. C.F. Müller 2015, ISBN 3-8114-3949-9, S. 911.
- Fehlerquellen im Ermittlungsverfahren aus Sicht der Verteidigung. In: Barton/Kölbel/Lindemann (Hrsg.): Wider die wildwüchsige Entwicklung des Ermittlungsverfahrens – Interdisziplinäre Studien zu Recht und Staat. Band 54. Nomos, Baden-Baden 2015, ISBN 978-3-8487-2160-3, S. 93.
- Die Revision aus Sicht der anwaltlichen Praxis. In: Barton (Hrsg.): Strafverteidigung 2020 – Aktuelle Probleme, grundsätzliche Fragen – und ein Blick in die Zukunft. Bielefelder Schriftenreihe für Anwalts- und Notarrecht, Bd. 33. Verlag Dr. Kovač, Hamburg 2020, ISBN 978-3-339-10000-9, S. 119.
- Kriminaltechnik und Beweisführung im Strafverfahren. In: NJW-Praxis, Nr. 96. 2. Auflage. Beck, München 2024, ISBN 978-3-406-79920-4.